# جيمس ناثانيال براون
جيمس ناثانيال «جيم» براون (بالإنجليزية: Jim Brown)‏ (وُلد في 17 فبراير 1936م) هو لاعب أمريكي محترف سابق في كرة القدم الأمريكية، كانت له بصمة أيضًا في مهنة التمثيل. ويشتهر بموهبته الاستثنائية في تسجيل الأرقام القياسية خلال مسيرته الرياضية الحافلة التي استمرت لتسع سنوات قضاها في مركز مدافع الظهير في الدوري الوطني لكرة القدم الأمريكية مع فريق كليفلاند براونز في الفترة من عام1957م وحتى عام 1965م. وفي عام 2002م، أطلقت مجلة «سبورتينج نيوز» (بالإنجليزية: Sporting News)‏ عليه لقب أعظم لاعب محترف في كرة القدم. ويُعتبر براون واحدًا من أعظم الرياضيين المحترفين الذين أنجبتهم الولايات المتحدة على الإطلاق.

## وصلات خارجية
- جيمس ناثانيال براون على موقع كلية كرة السلة في سبورتس رفرنس.كوم (الإنجليزية)
- جيمس ناثانيال براون على موقع مرجع كرة القدم المحترفة.كوم (الإنجليزية)
- جيمس ناثانيال براون على موقع كلية كرة القدم في سبورتس رفرنس.كوم (الإنجليزية)
- جيمس ناثانيال براون على موقع IMDb (الإنجليزية)
- جيمس ناثانيال براون على موقع الموسوعة البريطانية (الإنجليزية)
- جيمس ناثانيال براون على موقع ألو سيني (الفرنسية)
- جيمس ناثانيال براون على موقع ميوزك برينز (الإنجليزية)
- جيمس ناثانيال براون على موقع أول موفي (الإنجليزية)
- جيمس ناثانيال براون على موقع قاعدة بيانات الأفلام السويدية (السويدية)
- جيمس ناثانيال براون على موقع إن إن دي بي (الإنجليزية)
- جيمس ناثانيال براون على موقع قاعدة بيانات الفيلم (الإنجليزية)
- جيمس ناثانيال براون على موقع كينوبويسك (الروسية)